# Lijst van niet-periodieke kometen

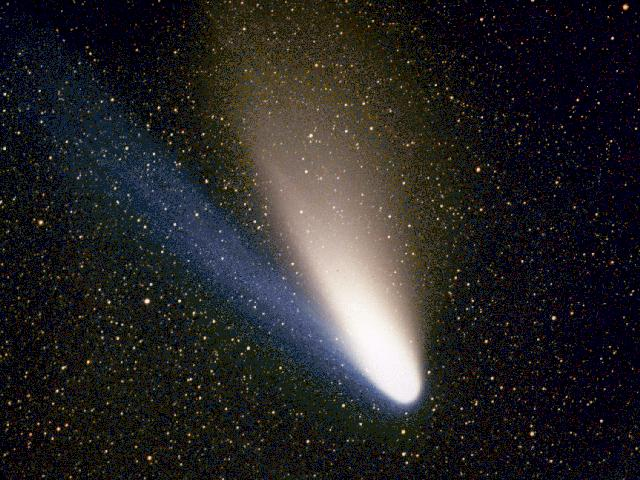
De komeet Hale-Bopp in 1997

Niet-periodieke kometen zijn kometen die slechts één geobserveerde perihelium passage hebben en over het algemeen een omlooptijd van 200 jaar of meer hebben. Hieronder vallen de kometen die eenmalig door het zonnestelsel kruisen.
Deze kometen hebben een onstabiele parabolische baan en zullen niet meer in de nabijheid van de zon komen voor de volgende honderdduizend, miljoenen jaar of zelfs nooit meer.
Voorbeelden van kometen waarvan men verwacht dat deze nooit meer in de nabijheid van de zon zullen komen zijn; C/1980 E1, C/2009 R1, C/1956 R1, C/2007 F1 (LONEOS), C/2001 Q4 (NEAT), en C/1970 K1.
De officiële code voor kometen die nooit terugkomen begin met een "C". Kometen die verloren zijn hebben een naam die met een "D" begint.

## Lijst tot 1910
| Komeet | Ontdekkers, Datum van observatie |
| --- | --- |
| C/-43 K1 (Komeet Caesar)                                                                                   | 18 mei 44 BC (China); De alternatieve naam in het Oude Rome was sidus Iulium of Caesaris astrum; absolute magnitude: −4,0. Een van de 5 bekende kometen met negatieve absolute magnitude en waarschijnlijk de helderste daglichtkomeet in de bekende geschiedenis. |
| X/1106 C1 (De Grote komeet van 1106)                                                                       | 2 februari 1106. Een van de Kreutz Sungrazers, brak in 2 delen. |
| C/1577 V1 ( De grote komeet van 1577) (1577 I)                                                             | 1 november 1577 absolute magnitude −1.8; een van de 5 bekende kometen met negatieve magnitude |
| C/1652 Y1                                                                                                  | Jan van Riebeeck, 17 december 1652 (Kaapstad, Zuid-Afrika) |
| De komeet van Kirch (C/1680 V1)                                                                            | Gottfried Kirch, November 14, 1680 (eerste komeet ontdekking met een telescoop) |
| C/1686 R1                                                                                                  | Simon van der Stel, 12 augustus 1686 (Kaapstad, Zuid-Afrika) |
| C/1689 X1                                                                                                  | Simon van der Stel, 4 november 1689 (Kaapstad, Zuid-Afrika) |
| C/1702 H1                                                                                                  | Francesco Bianchini & Giacomo Maraldi |
| De komeet van 1729 (C/1729 P1, 1729, Comet Sarabat)                                                        | Nicolas Sarabat, 1 augustus 1729 absolute magnitude −3,0; een van de 5 bekende kometen met een negatieve magnitude |
| C/1743 X1 (Komeet van Klinkenberg-de Chéseaux)                                                             | Dirk Klinkenberg, 9 december 1743, en Jean-Philippe de Chéseaux, 13 december 1743 (baanberekening); werd helderder dan de planeet Jupiter en had zes staarten in maart 1744.                                                                                       |
| C/1746 P1 (Komeet van de Chéseaux)                                                                         | Jean-Philippe de Chéseaux, 13 augustus 1746 absolute magnitude −0,5; een van de 5 bekende kometen met negatieve magnitude |
| De grote komeet van 1760 (C/1760 A1, 1759 III)                                                             | 7 januari 1760, kwam bij Jupiter tot op 0,054 AE in 1758 |
| De grote komeet van 1771 (C/1771 A1, 1770 II)                                                              | 9 januari 1771 |
| De grote komeet van 1783 (C/1783 X1, 1784)                                                                 | de la Nux, 5 december 1783 |
| De grote komeet van 1807 (C/1807 R1, 1807)                                                                 | Castro Giovanni, 9 september 1807 |
| De Grote Komeet van 1811 (C/1811 F1)                                                                       | Honoré Flaugergues, 25 maart 1811 |
| De grote komeet van 1819 (C/1819 N1, 1819 II, Komeet van Tralles)                                          | Johann Georg Tralles, 1 juli 1819 |
| De grote komeet van 1823 (C/1823 Y1, 1823)                                                                 | 24 december 1823 |
| Komeet van Pons (C/1825 N1, 1825 IV)                                                                       | Jean-Louis Pons, 18 juli 1825 |
| De grote komeet van 1830 (C/1830 F1, 1830 I)                                                               | Faraguet, 16 maart 1830 (Mauritius), Mary Anne Fallows, 20 maart 1830 (Kaapstad, Zuid-Afrika). H. C. Dwerhagen, 18 maart 1830 (Buenos Aires) |
| De grote komeet van 1831 (C/1831 A1, 1830 II)                                                              | John Herapath, 7 januari 1831 (1) |
| De grote komeet van 1843 (C/1843 D1, 1843 I)                                                               | 5 februari 1843 |
| De grote komeet van 1844 (C/1844 Y1, 1844 III)                                                             | 17 december 1844 |
| De grote juni komeet van 1845 (C/1845 L1, 1845 III)                                                        | 2 juni 1845 |
| Komeet Hind (C/1847 C1, 1847 I)                                                                            | John Russell Hind, 6 februari 1847 |
| Komeet Mitchell (C/1847 T1, 1847 VI)                                                                       | Maria Mitchell, 1 oktober 1847 |
| Komeet Klinkerfues (C/1853 L1, 1853 III)                                                                   | Ernst Friedrich Wilhelm Klinkerfues, 11 juni 1853 |
| De grote komeet van 1854 (C/1854 F1, 1854 II)                                                              | 23 maart 1854 |
| Komeet Donati (C/1858 L1, 1858 VI)                                                                         | Donati, 2 juni 1858 |
| De grote komeet van 1860 (C/1860 M1, 1860 III)                                                             | 18 juni 1860 |
| Komeet Thatcher (C/1861 G1)                                                                                | A. E. Thatcher van New York, 5 april 1861 |
| De grote komeet van 1861 (C/1861 J1, 1861 II)                                                              | John Tebbutt, 13 mei 1861 |
| De grote zuidelijke komeet van 1865 (C/1865 B1, 1865 I)                                                    | 17 januari 1865 |
| Komeet Coggia (C/1874 H1, 1874 III)                                                                        | Jérôme Eugène Coggia, 17 april 1874 |
| De grote zuidelijke komeet van 1880 (C/1880 C1, 1880 I)                                                    | 1 februari 1880 |
| De grote komeet van 1881 (C/1881 K1, 1881 III, 1881b)                                                      | John Tebbutt, 22 mei 1881. Ook door W. G. Davis gezien op 25 mei 1881. |
| Komeet Wells (C/1882 F1, 1882 I, 1882a)                                                                    | Charles Wells, 18 maart 1882 |
| De grote september komeet van 1882 (C/1882 R1, 1882 II, 1882b)                                             | 1 september 1882; De eerste astronoom die de komeet waarnam was William Henry Finlay. Hij bereikte een magnitude van −17. C/1882 R1, C/1945 X1 (du Toit) en C/1965 S1 zijn vermoedelijk stukken van X/1106 C1. Vermoedelijk eerst ontdekt door B. A. Gould         |
| De grote komeet van 1887 (C/1887 B1, 1887 I, 1887a)                                                        | John Thome, 18 januari 1887, "The Headless Wonder" |
| De grote komeet van 1901 (C/1901 G1, 1901 I, 1901a)                                                        | 23 april 1901 |
| De grote januari komeet van 1910 (C/1910 A1) (niet te verwarren met de verschijning in 1910 van 1P/Halley) | Door meerdere waargenomen in de morgen van 12 januari 1910 en vermoedelijk eerst door de astronoom Robert Thorburn Ayton Innes |

## Lijst vanaf 1910
| komeet                                                                        | Ontdekker, Datum van observatie                                                                                          |
| ----------------------------------------------------------------------------- | --- |
| Komeet Arend-Roland (C/1956 R1, 1957 III, 1956h)                              | Sylvain Julien Victor Arend en Georges Roland, 8 november 1956                                                           |
| Komeet Beljawsky (C/1911 S3, 1911 IV, 1911g)                                  | Sergei Ivanovich, 29 september 1911                                                                                      |
| Komeet Bennett (C/1969 Y1, 1970 II, 1969i)                                    | Jack, 28 december 1969                                                                                                   |
| Komeet Bradfield (C/2004 F4)                                                  | William A. Bradfield, 12 april 2004                                                                                      |
| Komeet Brooks (C/1911 O1, 1911 V, 1911c)                                      | William Robert Brooks, 21 juli 1911                                                                                      |
| Komeet de Kock-Paraskevopoulos (C/1941 B2, 1941 IV, 1941c)                    | Reginald Purdon de Kock, 15 januari 1941 en John Stefanos, 23 januari 1941 en door 7 aparte observaties in Zuid-Amerika. |
| Eclips komeet (C/1948 V1, 1948 XI, 1948l)                                     | Eerste observatie tijdens de Nairobi totale zonsverduistering van 1 november 1948 (magnitude ongeveer −2)                |
| Komeet Elenin (C/2010 X1)                                                     | Leonid Elenin, 10 december 2010                                                                                          |
| Komeet Hale-Bopp (C/1995 O1)                                                  | Alan Hale en Thomas Bopp, 23 juli 1995; een van de 5 bekende kometen met een negatieve magnitude (−2.7)                  |
| Komeet Humason (C/1961 R1, 1962 VIII, 1961e)                                  | Milton Humason, 1 september 1961                                                                                         |
| Komeet Hyakutake (C/1996 B2)                                                  | Yuji Hyakutake, 30 januari 1996                                                                                          |
| Komeet Ikeya-Seki (C/1965 S1, 1965 VIII, 1965f)                               | Kaoru Ikeya, Tsutomu Seki, 18 september 1965                                                                             |
| Komeet Kohoutek (C/1973 E1, 1973 XII, 1973f)                                  | Luboš Kohoutek, 7 maart 1973                                                                                             |
| Komeet LONEOS (C/2007 F1)                                                     | LONEOS, 19 maart 2007 |
| Komeet Lulin (C/2007 N3)                                                      | Ye Quanzhi en Lin Chi-Sheng, Lulin Observatorium, 11 juli 2007                                                           |
| Komeet Machholz (C/2004 Q2)                                                   | Donald Machholz, 27 augustus 2004                                                                                        |
| C/2008 Q1 (Komeet Matičič)                                                    | Stanislav Matičič, Črni Vrh Observatorium                                                                                |
| C/2006 P1 (Komeet McNaught)                                                   | Robert McNaught, 7 augustus 2006 (max. helderheid −5m)                                                                   |
| C/2009 R1 (Komeet McNaught)                                                   | Robert McNaught, 9 september 2009                                                                                        |
| C/2019 Y4 (Komeet ATLAS)                                                      | Asteroid Terrestrial-impact Last Alert System (ATLAS), 28 december 2019                                                  |
| Komeet McNaught-Russell (C/1993 Y1, 1994 XI, 1993v)                           | Robert McNaught, Kenneth Russell, 17 december 1993                                                                       |
| Komeet Mrkos (C/1957 P1, 1957 V, 1957d)                                       | Antonín Mrkos, 29 juli 1957                                                                                              |
| Komeet NEAT (C/2001 Q4)                                                       | NEAT, 24 augustus 2001                                                                                                   |
| Komeet Pojmański (C/2006 A1)                                                  | Pojmański, 2 januari 2006                                                                                                |
| Komeet Seki-Lines (C/1962 C1, 1962 III, 1962c)                                | Tsutomu Seki en Richard Lines, 4 februari 1962                                                                           |
| Komeet Skjellerup-Maristany (C/1927 X1, 1927 IX, 1927k)                       | John Francis Skjellerup, 28 november 1927 en Edmundo Maristany , 6 december 1927                                         |
| Komeet Skorichenko-George (C/1989 Y1, 1990 VI, 1989e1)                        | Boris Skorichenko en Doug George, 17 december 1989                                                                       |
| Grote zuidelijke komeet (C/1947 X1, 1947 XII, 1947n)                          | 7 december 1947 |
| C/2006 M4 (SWAN)                                                              | Robert Matson en Michael Mattiazzo, 20 juni 2006                                                                         |
| Komeet West (C/1975 V1, 1976 VI, 1975n)                                       | Richard Martin West, 10 augustus 1975                                                                                    |
| Komeet White-Ortiz-Bolelli (C/1970 K1, 1970 VI, 1970f)                        | Graeme Lindsay White, 18 mei 1970, Emilio Ortiz, 21 mei 1970 en Carlos Bolelli, 22 mei 1970                              |
| Komeet Wilson-Hubbard (C/1961 O1, 1961 V, 1961d, Drakesen, Portlock-Weinberg) | Stewart Wilson en William Hubbard, 23 juli 1961                                                                          |
| Komeet Yi-SWAN (C/2009 F6)                                                    | Yi Dae am en SOHO van Robert Matson, 26 maart 2009 (maximum magnitude +8.5m)                                             |
| Komeet Zhu-Balam (C/1997 L1)                                                  | Zhu Jin, 3 juni 1997 en David Balam, 8 juni 1997                                                                         |